# Chthonius occultus
Chthonius occultus är en spindeldjursart som beskrevs av Beier 1939. Chthonius occultus ingår i släktet Chthonius och familjen käkklokrypare. Inga underarter finns listade i Catalogue of Life.